# Willis C. Hawley
Willis Chatman Hawley (né le 5 mai 1864 – mort le 24 juillet 1941) est un homme politique américain, membre de la Chambre des représentants des États-Unis pour l’Oregon. Avec Reed Smoot, il est l’auteur de la loi Hawley-Smoot, qui a augmenté les droits de douane à l’importation de plus de 20 000 types de biens.